# Hans Tikkanen
Pour les articles homonymes, voir Tikkanen.
Hans Tikkanen est un joueur d'échecs suédois né le 6 février 1985 à Karlstad. 
Au 1er janvier 2021, il est le 9e joueur suédois avec un classement Elo de 2 498 points.

## Palmarès
Hans Tikkanen remporte le championnat de Suède des moins de 20 ans en 2002.  
Cinq fois champion de Suède (en 2011, 2012, 2013, 2017 et 2018), il a obtenu le titre de grand maître international en 2010. 
Il a remporté le tournoi de Malmö (tournoi Sigeman & Co) en 2011, ex æquo avec Anish Giri et Wesley So.

## Compétitions par équipe
Tikkanen a représenté la Suède lors des olympiades de 2012 (au 2e échiquier), 2014 (au 4e échiquier) et 2018 (au 3e échiquier), des championnats d'Europe par équipe de 2005, 2011 et 2013 (la Suède finit onzième de l'olympiade de 2018), ainsi que du championnat du monde d'échecs par équipes de 2019 à Astana (au 2e échiquier).